# Patuakhali (district)
Pour la ville, voir Patuakhali Sadar.
Patuakhali est un district du Bangladesh. Il est situé dans la division de Barisal. La ville principale est Patuakhali.